# Samson (banda)
Samson foi uma banda de hard rock formada em 1977 pelo guitarrista e vocalista Paul Samson. Os álbuns Survivors (1979), Head On (1980) e Shock Tactics (1981) foram gravados pelo vocalista que mais tarde entraria para o Iron Maiden, o cantor Bruce Dickinson, chamado de "Bruce Bruce". O baterista Clive Burr, que integrara a banda entre 1977 e 1978, também foi para o Iron Maiden antes de gravar qualquer álbum. Thunderstick, que ocupou a mesmo função de Burr, gravando os três primeiros discos do Samson, já havia participado do Iron Maiden em 1977. A banda acabou quando Paul Samson morreu de câncer em 9 de Agosto de 2002.